# Jana Sargsjan
Jana Sargsjan (armenisch Յանա Սարգսյան; englisch Yana Sargsyan; * 20. Oktober 2000) ist eine armenische Leichtathletin, die sich auf den Weit- und Dreisprung spezialisiert hat.

## Sportliche Laufbahn
Erste internationale Erfahrungen sammelte Jana Sargsjan im Jahr 2017, als sie bei den U20-Balkan-Hallenmeisterschaften in Istanbul mit 12,30 m die Bronzemedaille im Dreisprung gewann und mit 5,47 m auf Rang acht im Weitsprung gelangte. Mitte Juli erreichte sie bei den U18-Weltmeisterschaften in Nairobi mit 12,12 m Platz zwölf im Dreisprung und wurde im Weitsprung mit 5,53 m 14. 2019 belegte sie bei den Balkan-Meisterschaften in Prawez mit 12,16 m und 5,35 m die Plätze acht und neun im Weit- und Dreisprung und im Jahr darauf wurde sie bei den Balkan-Hallenmeisterschaften in Istanbul mit 13,06 m Vierte im Dreisprung und gelangte mit 5,95 m auf Rang acht im Weitsprung. 2021 wurde sie bei den Balkan-Meisterschaften in Smederevo mit 12,81 m Neunte im Dreisprung und erreichte mit 5,78 m Rang 14 im Weitsprung. Anschließend verpasste sie bei den U23-Europameisterschaften in Tallinn mit 12,75 m den Finaleinzug im Dreisprung. Im Jahr darauf klassierte sie sich bei den Balkan-Hallenmeisterschaften in Istanbul mit 5,82 m und 13,06 m jeweils auf dem siebten Platz. Im Juni gelangte sie bei den Balkan-Meisterschaften in Craiova mit 5,82 m auf dem zehnten Platz im Weitsprung und wurde im Dreisprung mit 12,49 m Zwölfte. 2023 verpasste sie bei den Halleneuropameisterschaften in Istanbul mit 12,84 m den Finaleinzug im Dreisprung. Im Juni wurde sie bei der 3. Liga der Team-Europameisterschaft im Rahmen der Europaspiele in Chorzów mit 13,06 m Zweite im Dreisprung und gelangte im Weitsprung mit 5,99 m auf Rang drei. Anschließend belegte sie bei den Spielen der Frankophonie in Kinshasa mit 5,23 m den achten Platz im Weitsprung. Im Jahr darauf gelangte sie bei den Balkan-Hallenmeisterschaften in Istanbul mit 12,98 m auf den zwölften Platz im Dreisprung und im Mai brachte sie bei den Freiluft-Balkan-Meisterschaften in Izmir keinen gültigen Versuch zustande. 2025 wurde sie bei den Balkan-Hallenmeisterschaften in Belgrad mit 5,18 m Elfte im Weitsprung, ehe sie bei den Halleneuropameisterschaften in Apeldoorn mit 5,84 m den Finaleinzug verpasste. Ende Juni kam sie bei der 2. Liga der Team-Europameisterschaft in Maribor im Weit- und Dreisprung sowie in der 4-mal-100-Meter-Staffel und in der Mixed-Staffel über 4-mal 400 Meter zum Einsatz. Anschließend schied sie bei den World University Games in Bochum mit 5,54 m und 12,87 m jeweils in der Vorrunde im Weit- und Dreisprung aus.
In den Jahren von 2019 bis 2021 wurde Sargsjan armenische Meisterin im Weitsprung sowie 2019, 2021 und 2025 auch im Dreisprung und 2021 auch im 100-Meter-Lauf.

## Persönliche Bestleistungen
- 100 Meter: 12,0 s, 18. Mai 2021 in Artaschat
- Weitsprung: 6,19 m (+1,4 m/s), 12. Juni 2021 in Kapan
- Dreisprung: 13,40 m, 20. Februar 2022 in Tiflis